# Тирч жовтогорлий
Тирч жовтогорлий (Cichladusa ruficauda) — вид горобцеподібних птахів родини мухоловкових (Muscicapidae). Мешкає в Центральній Африці.

## Опис
Довжина птаха становить 17-18 см, вага 22-37 г. Виду не притаманний статевий диморфізм. Голова рудувато-коричнева. Верхня частина тіла і покривні пера на крилах також рудувато-коричневі, однак дещо світліші. Махові пера темно-коричневі з рудими або рудувато-коричневими краями, нижні покривні пера бліді, коричнювато-охристі. Гузка і хвіст рудувато-коричневі або каштанові. Обличчя і шия сіруваті, горло і верхня частина грудей жовтувато-охристі. Груди та боки сіруваті, живіт блідий, охристий. Очі карі або червонуваті, лапи коричнюваті або сизуваті, дзьоб чорний. У молодих птахів тім'я і спина поцятковані темними смужками, сірувата нижня частина тіла поцяткована темними плямками.

## Поширення та екологія
Жовтогорлі тирчі поширені на заході Центральної Африки, від Габону і Республіки Конго до північної Намібії, а також на півночі ДР Конго і півдні ЦАР. Вони живуть в сухих і вологих тропічних лісах і чагарникових заростях, в саванах, садах і на плантаціях. Не мігрують.

## Поведінка
Жовтогорлі тирчі живуть парами або невеликими зграйками. Живляться комахами, павуками, личинками та дрібними плодами, яких шукають на землі. Гніздяться з серпня по квітень. Гніздо розміщується на дереві. Воно являє собою глибоку товстостінну чашу, зроблену з глини, з поміщеною всередину травою. В кладці від 1 до 4 яєць зеленуватого кольору.